# 吳兆麟
吳兆麟（英語：Wu Zhao Lin Alan，1998年7月4日—），香港男演員、節目主持及模特兒，2021年5月成為無綫電視藝員訓練班學員，畢業後加入無綫電視；2022年6月加入J2台，是23位 J2ers 之一。

## 簡歷
吳兆麟為家中獨子，母親是個小學教師，於5歲開始學習小提琴及跆拳道，更曾奪得廣東省第一名。他曾就讀中華基督教會扶輪中學，17歲到溫哥華升學，畢業於溫哥華電影學校，主修一年制電影電視表演文憑課程，並受到荷里活影星羅拔迪尼路及阿爾柏仙奴的作品所啟發，而有興趣投身娛樂圈；2021年5月回流投考第31期無綫電視藝員訓練班，跟着馬浚偉學習演技、表演方面的知識，畢業後加入無綫電視。
2022年6月，吳兆麟經監製面試而成為23位 J2ers 之一，主要拍攝J2台節目如《晚間聽聞》、《不正常愛情研究所》、《冇人性教育》等；當中憑《不正常愛情研究所》於《萬千星輝頒獎典禮2022》首度入圍「最佳男主持」及「飛躍進步男藝員」獎。2023年3月，他加入《至尚生活》節目組成為主持之一。

## 演出作品

### 電視劇
| 劇名                     |
| 愛·回家之開心速遞        |
| 童時愛上你               |
| 回歸光影頌: 究竟天有幾高 |
| 回歸光影頌: 母親的乒乓球 |
| 回歸光影頌: 我的驕傲     |
| 回歸                     |
| 痞子殿下                 |
| 美麗戰場                 |
| 法證先鋒V                |
| 輕·功                    |

| 劇名       |
| 有種好男人 |
| 新四十二章 |
| 隱形戰隊   |
| 法言人     |
| 隱門       |
| 破毒強人   |

| 劇名                     |
| 婚後事                   |
| 反黑英雄                 |
| 法證先鋒VI：倖存者的救贖 |
| 企業強人                 |

| 劇名     |
| 櫻桃琥珀 |
| 麻雀樂團 |

| 劇名       |
| 非常檢控觀 |

### 綜藝節目（無綫電視）
| 首播   | 節目名         | 備註     |
| 2022年 | 夢想改造家     | 粵語旁白 |
| 2022年 | 全城一叮       | 參賽者   |
| 2024年 | 福祿壽訓練學院 | 參賽者   |

### 主持節目（無綫電視）
| 首播   | 節目名                  | 備 |
| 2022年 | 晚間聽聞                | 與周奕瑋、黃紫恩、倪嘉雯、葉靖儀、林俊其及布樂文擔任主持                                                                                 |
| 2022年 | 冇人性教育              | 與歐陽偉豪、黃紫恩、張盈悅、姜嘉琳、胡敏芝及黃婧靈擔任主持                                                                               |
| 2022年 | 不正常愛情研究所        | 與胡敏芝、黃紫恩、麥惠琪及文頌男擔任主持                                                                                                 |
| 2022年 | 即刻食好西              | 與陳欣茵、陳若思、陳國麟及湛錦鈿擔任主持                                                                                                 |
| 2022年 | 共融弦樂                | 與林沚羿及布樂文擔任主持 |
| 2023年 | 荷蘭Pop Guide           | 與胡敏芝及張震宇擔任主持 |
| 2023年 | 至尚生活                | 與伍韻婷、蘇頌輝、邵珮詩、黃耀英、黃碧蓮、胡㻗、楊尚友、廖倬竩及魏韵芝擔任主持                                                           |
| 2023年 | Blah Blah BLAH 試新室!! | 第47集加入；與陳國麟、馮子亮、胡敏芝、黃嘉雯、倪嘉雯、陳若思、林沚羿、陳欣茵及葉靖儀擔任主持                                             |
| 2023年 | 數你條命                | 與 Depp 及陳欣茵擔任主持 |
| 2023年 | 玲玲友情報              | 與麥玲玲、黃紫恩及陳欣茵擔任主持 |
| 2023年 | 萬千星輝賀台慶          | 與鄧梓峰、陳百祥、阮兆祥、陳貝兒、黎芷珊、麥美恩、吳幸美、馮盈盈、莊子璇、陸浩明、林溥來、周奕瑋、何沛珈、潘靜文、彭家賢及林正峰擔任主持 |
| 2023年 | 荷蘭筍工                | 與胡敏芝擔任主持 |

### 電影
| 首映   | 電影名        | 角色     |
| 2021年 | #PTGF出租女友 | 華哥手下 |

### 廣告及代言
| 年份   | 內容                                                                | 備註           |
| 2021年 | 衞生防護中心「星級有營食肆運動 - 加粒星更有「營」！」               | 電視廣告       |
| 2021年 | 華為（馬來西亞）「Highlights of HUAWEI APAC Autumn Product Launch」 | 電視廣告       |
| 2022年 | 西門子「除菌纖巧470洗衣乾衣機 - 纖薄機身特大容量」                  | 電視廣告       |
| 2022年 | 大新銀行「328 營商理財 - 與中小企贏盡所有營商賽道」                 | 電視廣告       |
| 2022年 | 大新銀行「328 營商理財 - 簡易創業入門方案 助初創輕鬆起步」          | 電視廣告       |
| 2022年 | 益力多「益力多健康特派元 - 香港篇」                                 | 電視廣告       |
| 2022年 | SmarTone「SmarTone 5G 連繫最好」                                    | 電視及平面廣告 |
| 2022年 | SmarTone「SmarTone 5G 人均頻譜資源全港最多」                        | 電視及平面廣告 |
| 2022年 | SmarTone「SmarTone 5G 全港最多低頻段頻譜」                          | 電視及平面廣告 |
| 2023年 | Outback Steakhouse（香港）「母親節最緊要感謝媽咪」                  | 電視廣告       |
| 2023年 | Outback Steakhouse（香港）「今個父親節 將最好嘅畀佢」               | 電視廣告       |
| 2023年 | 香港警察「山系女神話你知·行山安全小 Tips」                          | 電視廣告       |

## 獎項及提名
| 年份   | 頒獎單位             | 獎項           | 作品 | 結果 |
| 2022年 | 萬千星輝頒獎典禮2022 | 最佳男主持     | 《不正常愛情研究所》 | 提名 |
| 2022年 | 萬千星輝頒獎典禮2022 | 飛躍進步男藝員 | 不適用 | 提名 |
| 2023年 | 萬千星輝頒獎典禮2023 | 最佳男主持     | 《不正常愛情研究所》 《Blah Blah BLAH 試新室!!》 《共融弦樂》 《荷蘭Pop Guide》 《至尚生活》 《數你條命》 《玲玲友情報》 《萬千星輝賀台慶》 | 提名 |
| 2023年 | 萬千星輝頒獎典禮2023 | 飛躍進步男藝員 | 《不正常愛情研究所》 《Blah Blah BLAH 試新室!!》 《共融弦樂》 《荷蘭Pop Guide》 《至尚生活》 《數你條命》 《萬千星輝賀台慶》                | 提名 |
| 2023年 | 萬千星輝頒獎典禮2023 | 最具潛質新人   | 不適用 | 提名 |

## 備註
1. ↑  見於《不正常愛情研究所》第8集「瘋狂追求者」（2022年8月12日播出）。

## 外部連結
- 吳兆麟的Instagram帳戶